# پاپانف ۲۴۸۰
سیارک ۲۴۸۰ (به انگلیسی: 2480 Papanov، نامگذاری:1976YS1) دو هزار و چهارصد و هشتادمین سیارک کشف شده‌است که در ۱۶ دسامبر ۱۹۷۶ کشف شد.
قدر مطلق سیارک برابر ۱۲٫۸۰ است.